# Лиекса
Лиекса (фин. Lieksa) — город (городская община) в регионе Северная Карелия, Финляндия, к северо-востоку от Йоэнсуу. Город Лиекса расположен на восточном берегу озера Пиелинен.

## География
Площадь общины составляет 4067,60 км2, из которых 649,75 км2 занимают водоемы. Плотность населения — 3,25 человека/км2. Лиекса граничит с общинами Иломантси, Йоэнсуу, Юука, Контиолахти, Кухмо и Нурмес, на северо-востоке — с Россией. Зимой по озеру Пиелинен между Коли и Вуонислахти прокладывается самая длинная в Европе ледовая дорога .

### Деревни
Эгюптинкорпи, Хаттусаари, Хаттуваара, Хёнтёнваара, Хёрхё, Йааконваара, Йамали, Йонгунйоки, Келвя, Китсинваара, Коли, Контиоваара, Куораярви, Кюлянлахти, Ламминкюля, Лапалие, Лоухиваара, Мятясваара, Мяряйалахти, Нурмиярви, Охтаваара, Панкакоски, Панкаярви, Пусо, Ромппала, Руунаа, Саариваара, Кетряваара, Савиярви, Сиикаваара, Сиковаара, Сокоярви, Соковаара, Сурпеенваара, Уусикюля, Варпанен, Виеки, Виенсуу, Вуонисярви, Вуонислахти.

### Население
Население города составляет 11097 человек (2019). Лиекса является полностью финноязычным городом.

## Климат
30 июля 2012 года в городе был зафиксирован абсолютный максимум плюсовой температуры года в Финляндии: +31,0 С.

## История

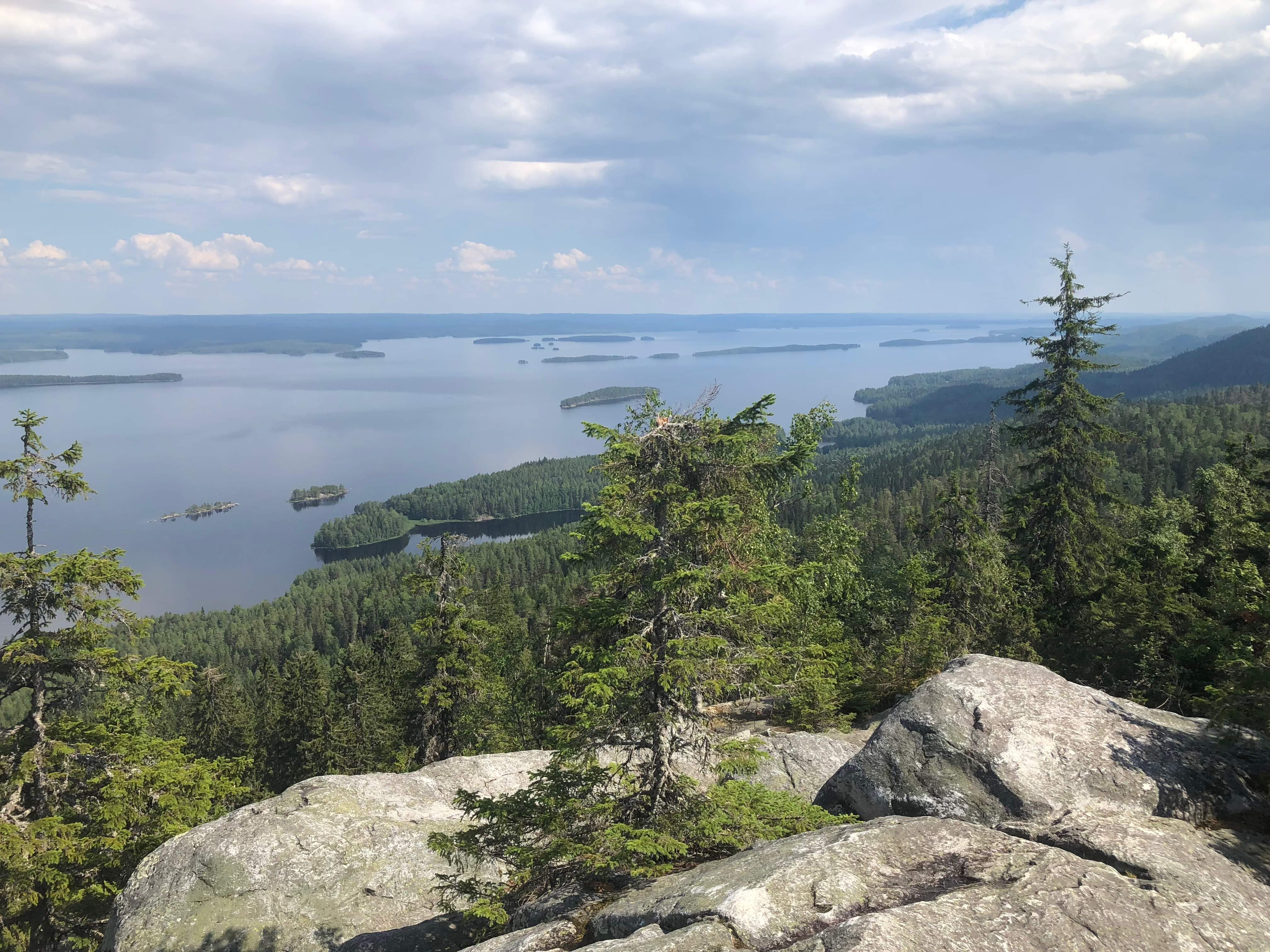
Вид с Коли на озеро Пиелинен

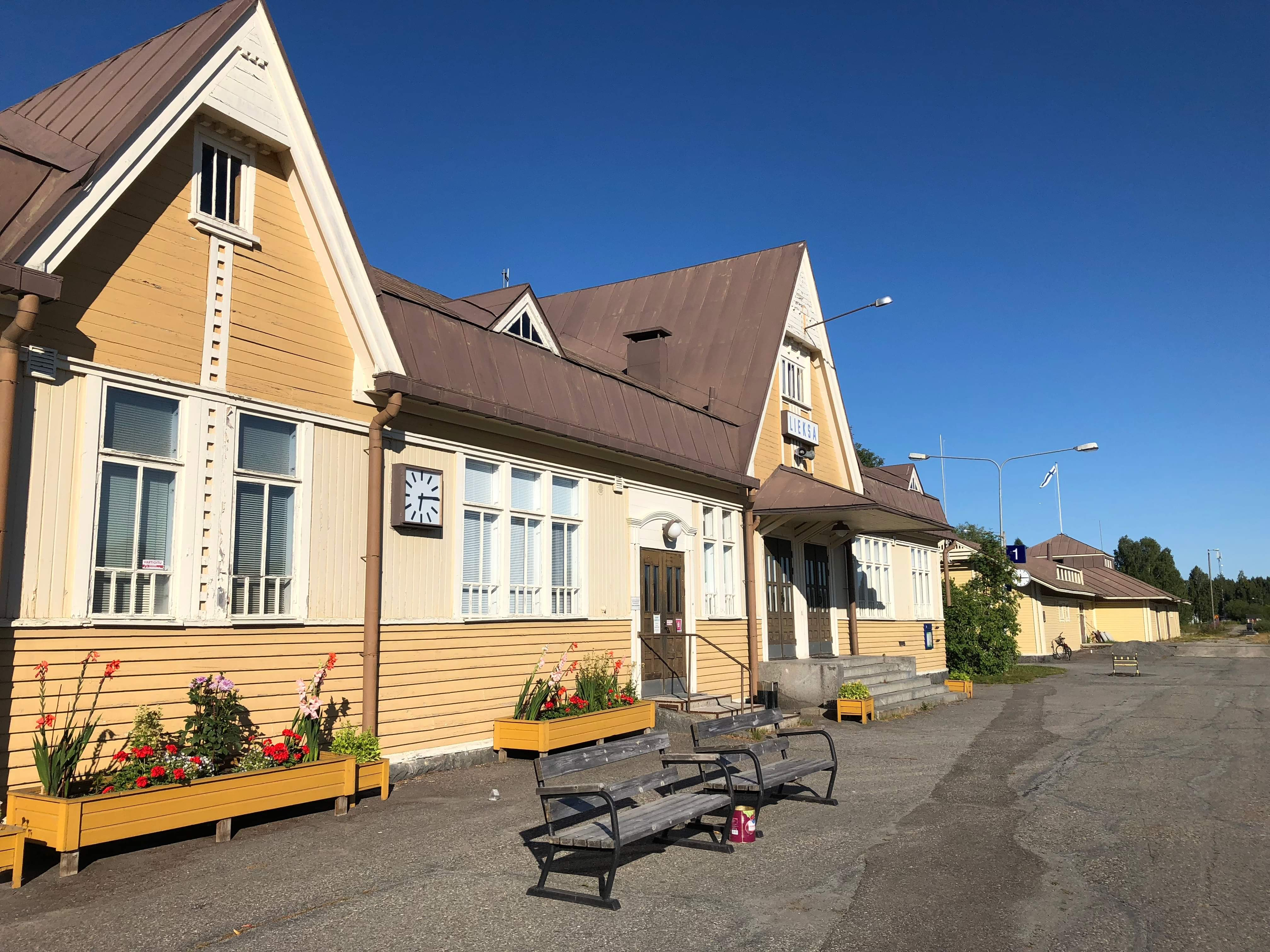
Железнодорожный вокзал в Лиексе

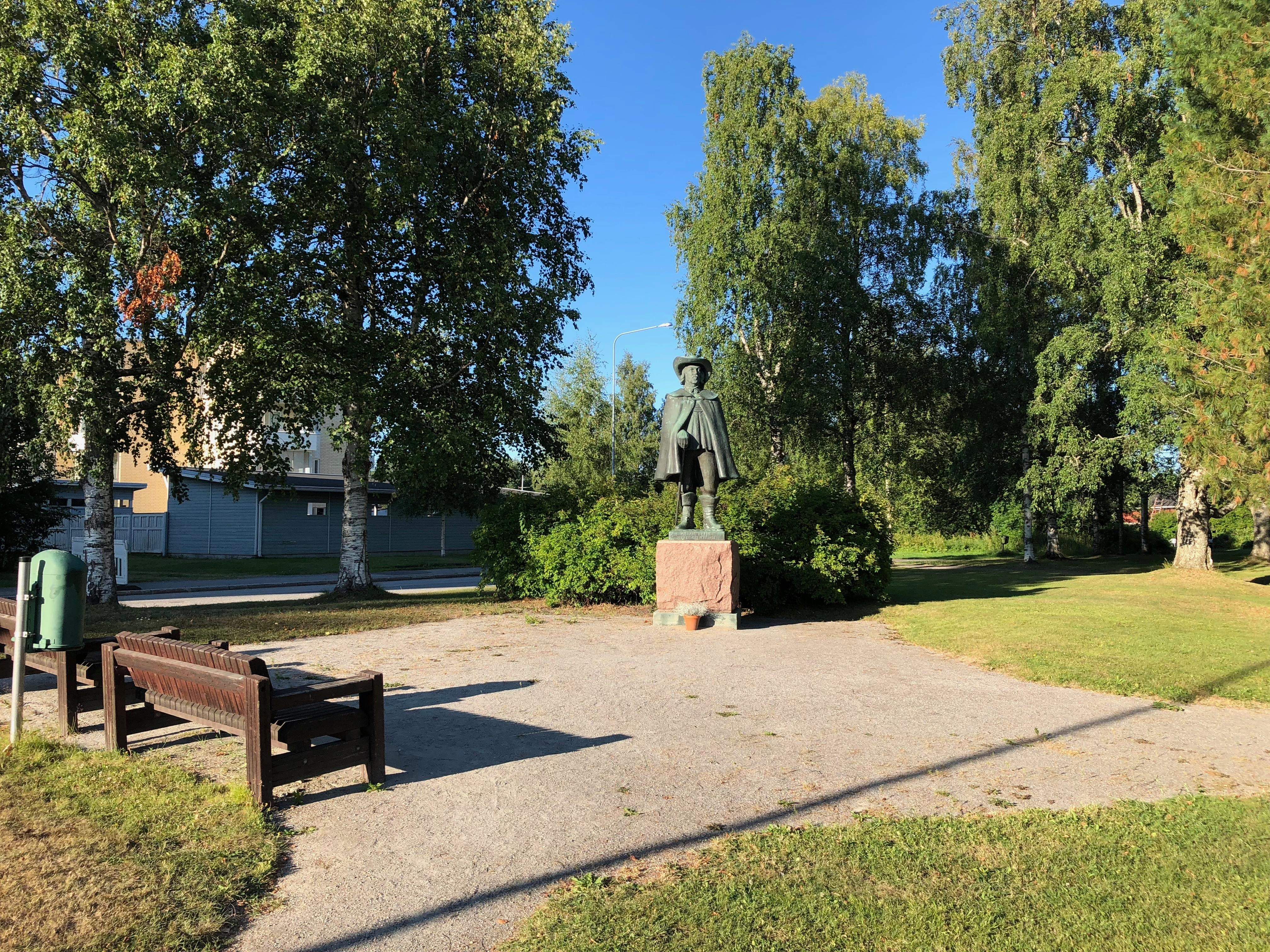
Памятник Перу Браге Младшему, Лиекса

### Начальные стадии развития региона
Название города происходит от саамского слова leakša «болотистая долина».
Первые археологические ископаемые бронзовые пряжки, найденные на территории деревни Келвя, датируются 800 годом (бронзовый век) и находятся в Национальном Музее Финляндии. Во время Ореховского мира территория Северной Карелии была поделена между Швецией и Новгородом, после чего район озеро Пиелинен перешло под контроль Новгородской республики, но несмотря на это в регионе сохранилось постоянное карельское управление. Новые поселенцы переехали на знакомые территории с юга. Первыми поселениями были Лиекса и Виенсуу, которые возникли на берегу Пиелинена уже в конце XIII века. После заключения Тявзинского мирного договора озеро Пиелинен с расположенными на его берегах населенными пунктами перешел под управление Москвы, но уже в 1617 году после заключения Столбовского мира район перешел под управление Швеции и стал частью Кексгольмского лена. В 1500 году в Лиексе жил карельский военачальник Лука Рясянен, который участвовал в русско-шведской войне.

### Браге, город Пера Браге Младшего
Территория Лиексы играла в средние века важную экономическую роль. Граф Пер Браге Младший основал город Браге в устье реки Лиекса в 1653 году для поддержки экономики Беломорской Карелии. Во время русско-шведской войны для защиты города было построено укрепление размером 71×53 метра из цельных бревен. На каждом конце крепости была возведена круглая башня в два лестничных пролета. Внутри сооружения находилась таверна. На территории города находилась ратуша, православная часовня, поместья. В 1667 году была построена первая городская лютеранская церковь. В 1663 году в городе Браге открылась первая школа. Население Браге в период своего пика достигало 350 жителей.
В 1681 году через год после смерти графа Браге Младшего город Браге был расформирован. Территория озера Пиелинен была присоединена к губернии Каяяни. Губернатором был Хиндрих Пипер, по приказу которого город и был разрушен. Окончательно Браге был разрушен в 1685 году Саломоном Энбергом, который арендовал территории Пиелисъярви у государства. Городские дома были снесены, а территорию отдали под поля.
На гербе города Лиекса с 1669 года изображается печать города Браге.

### Приозерные территории после разрушения города Браге
В 1685 году территории вокруг озера Пиелинен были отданы Саломону Энгбергу, который назначил сборщиком налогов некоего Симона Аффлека. В народных сказках Аффлек более известен под именем Симо Хуртта. Налоги с этих земель собирались вплоть до начала Северной войны, после которой власть перешла к России, и сбор налогов с окрестных территорий прекратился.
В конце XVII века в годы Большого голода пострадало и население деревень вокруг Пиелинена. Это вызвало волнения, и народ поднимал восстания против особенно нелюбимого ими Симона Аффлека. После окончания Северной войны на развитие территорий оказали влияние два правителя от церкви — Якоб Стениус-старший (1704—1766), более известный как Korpi-Jaako, и Якоб Стениус-младший (1732—1809), более известный как Koski-Jaako.

### Возникновение города
Постепенно территории вокруг озера Пиелинен развивались, Лиекса стала центром этого края и в 1900-м приобрела статус муниципалитета. Город продавал лес и по этой причине назывался городом лесорубов. В 1918 году была основана фирма Lieksan Sähkö, которая, однако, сама не производила электроэнергию. Было решено построить городскую электростанцию, для чего был арендован участок земли у Ховила недалеко от железнодорожных путей. Электричество получали путем сжигания древесины. Самый первый генератор был мощностью 40 кВт. В 1912 году была построена и введена в эксплуатацию гидроэлектростанция в Панкакоски, а в 1919 году на улицах города появились первые электрические фонари.
В 1934 году по причине разрушительного пожара почти все старинные строения в центре города были уничтожены. Современный город отстроился в 1973 году после объединения территории озера Пиелинен и небольшого торгового городка, образовавшегося в 1936 году после пожара. В это время Лиекса приобрела статус городской коммуны. Долгое время это был крупнейшая по площади городская коммуна Финляндии.

## Муниципальное самоуправление
C 2015 года главой города Лиекса является Яркко Мяяттянен. В городском совете 35 членов, из которых 13 являются членами Социал-демократической партии, а 12 принадлежат к партии «Финляндский центр».

## Экономика
В Панкакоски находится картонно-бумажный комбинат, который является крупнейшим работодателем в Лиексе (около 180 рабочих мест). Владеет заводом компания Pankaboard Oy.
Другие промышленные предприятия:
- Производитель упаковочных материалов для пищевой промышленности Amcor Flexibles
- Деревообрабатывающий завод Binderholz Nordic
- Производство композитных материалов Joptec Composites
- Завод резиновых изделий Suomen Kumitehdas Oy
- Пилорама Anaika Wood

С 1954 года выходит газета Lieksan Lehti.
Согласно Статистическому управлению Финляндии, с 2014 года Лиекса занимает третье место среди самых бедных муниципалитетов Финляндии.

## Демография
В городе около 12000 человек, 600 из которых иммигранты, большая часть из них (250 человек) из Сомали.
Источник

## Образование
В Лиексе восемь общеобразовательных школ первой ступени (с 1 по 6 классы): Центральная школа (два отделения в городе), школы в Ямала, в Коли, в Мериля, в Рантала, в Сурпеэнваара и в Вуонисъярви. В Центральной школе также можно получить полное среднее образование (7-9 классы). В Лиексе имеется гимназия, в которой обучается около 160 учеников и работает 22 преподавателя.
В Лиексе находится филиал профессионального колледжа «Риверия» (бывшее профессиональное училище Северной Карелии), в котором обучается около 330 студентов. В колледже обучают на электрика, специалиста по автоматизации, экономиста, оператора технологических процессов, строителя зданий и сооружений, повара, готовят младший медперсонал, продавцов общего профиля (меркономов), учат металлообработке и слесарному делу.
В городе, в 15 километрах от центра, располагается Христианский колледж, музыкальный колледж, народное училище, в котором каждый год занимается до 1700 человек. В народном училище можно посещать курсы по истории, литературе, социологии, информатике, иностранным языкам, музыке, изобразительному искусству, бизнесу, рукоделию.

## Культура
Одно из наиболее важных культурный событий в жизни города — Vaskiviikko — музыкальный фестиваль, преимущественно медных духовых инструментов: труба, туба, валторна, тромбон, эуфониум. Фестиваль проходит в городе ежегодно с 1980 года.
Каждое лето на территории города под открытым небом работает Летний театр. Репертуар представлений разнообразен — от исторических и народных пьес до современных постановок.

## Достопримечательности

### Энякяйнен
На территории под открытым небом расположены памятники Зимней войны: укрепления, окопы и другие огневые позиции финляндских войск, а также противотанковая линия обороны протяжённостью 1200 км, идущая с юга на север вдоль границы с Российской Федерацией до Северного Ледовитого Океана и сложенная из вертикально ориентированных булыжников.

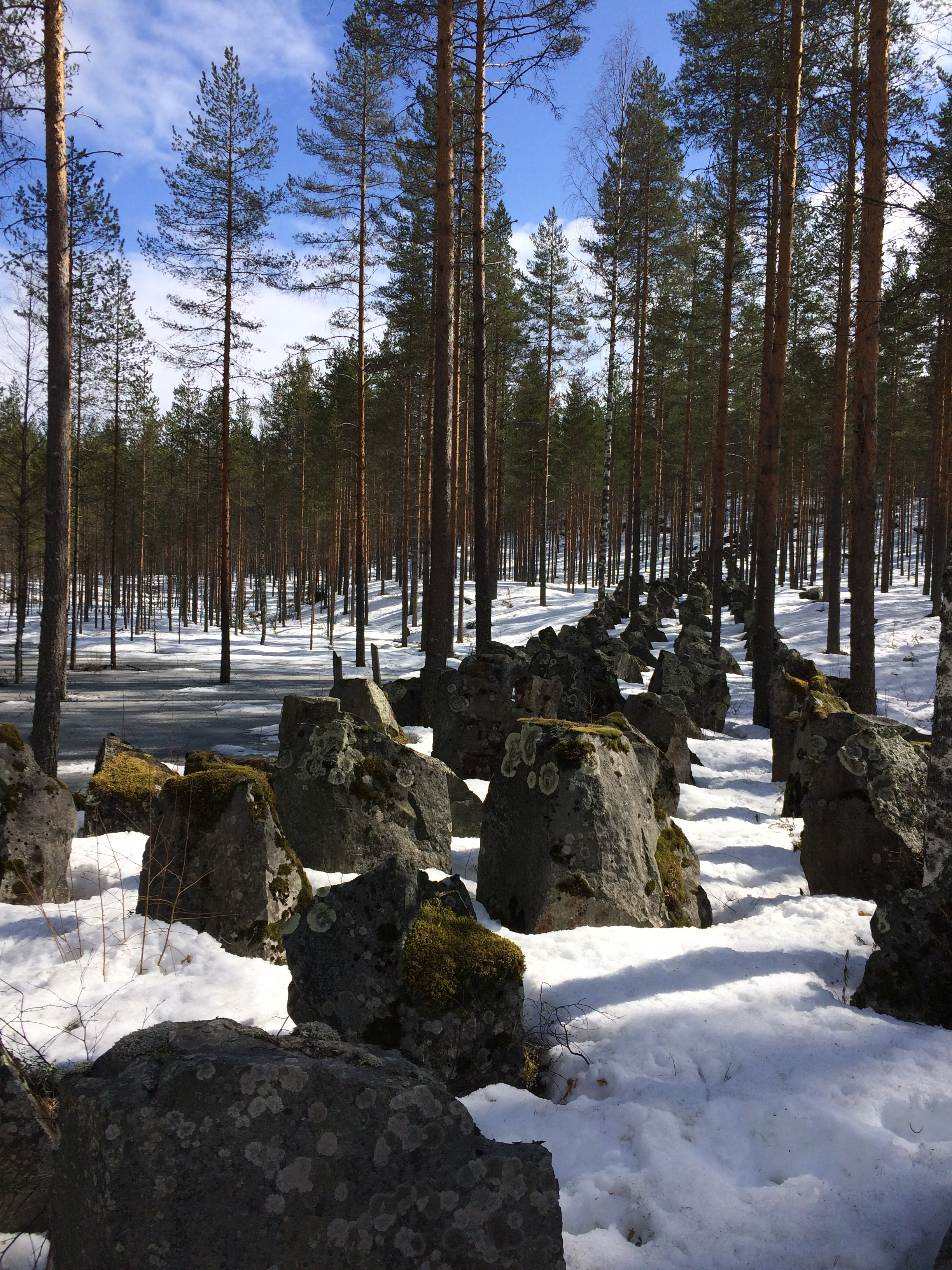
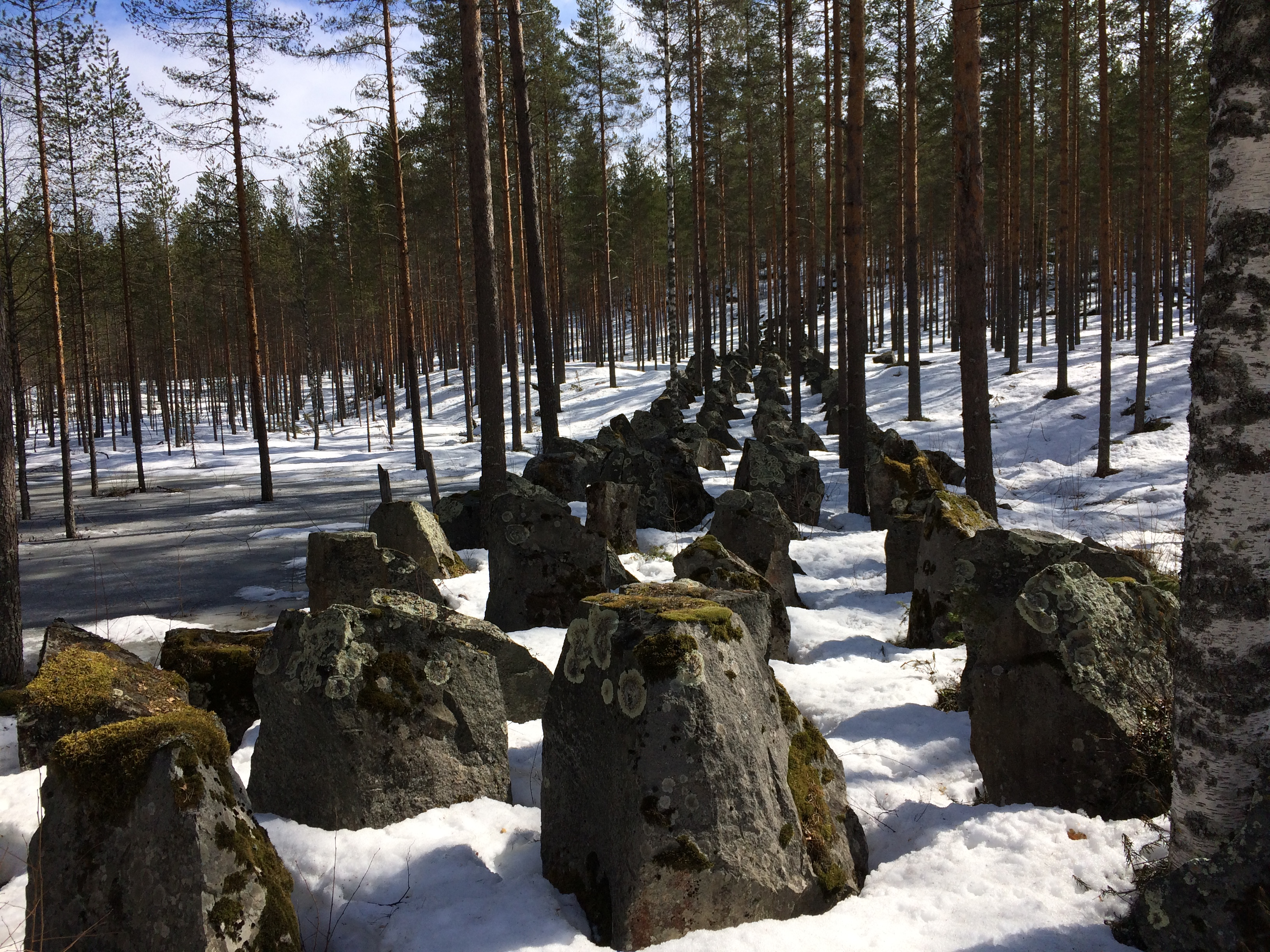
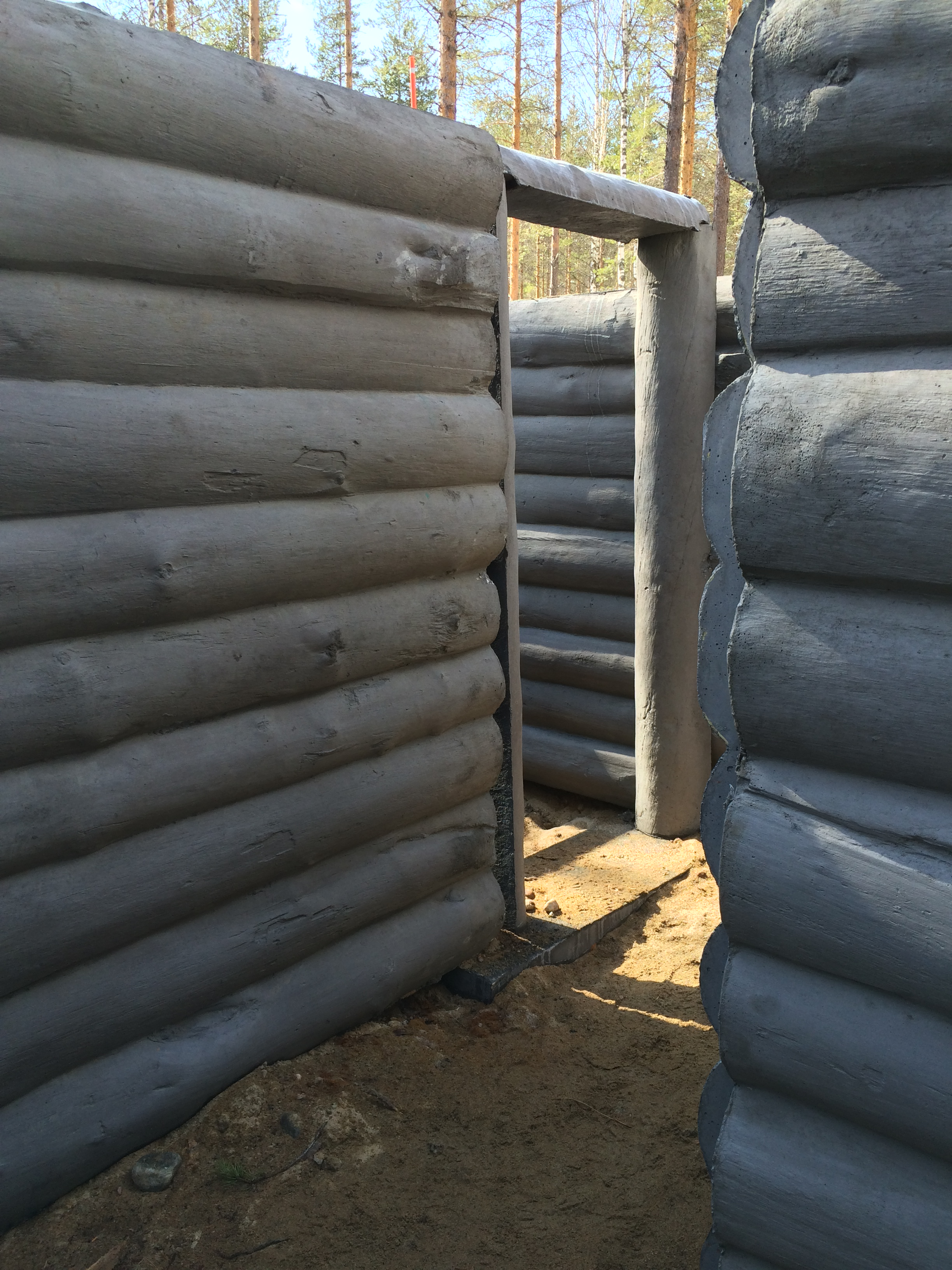
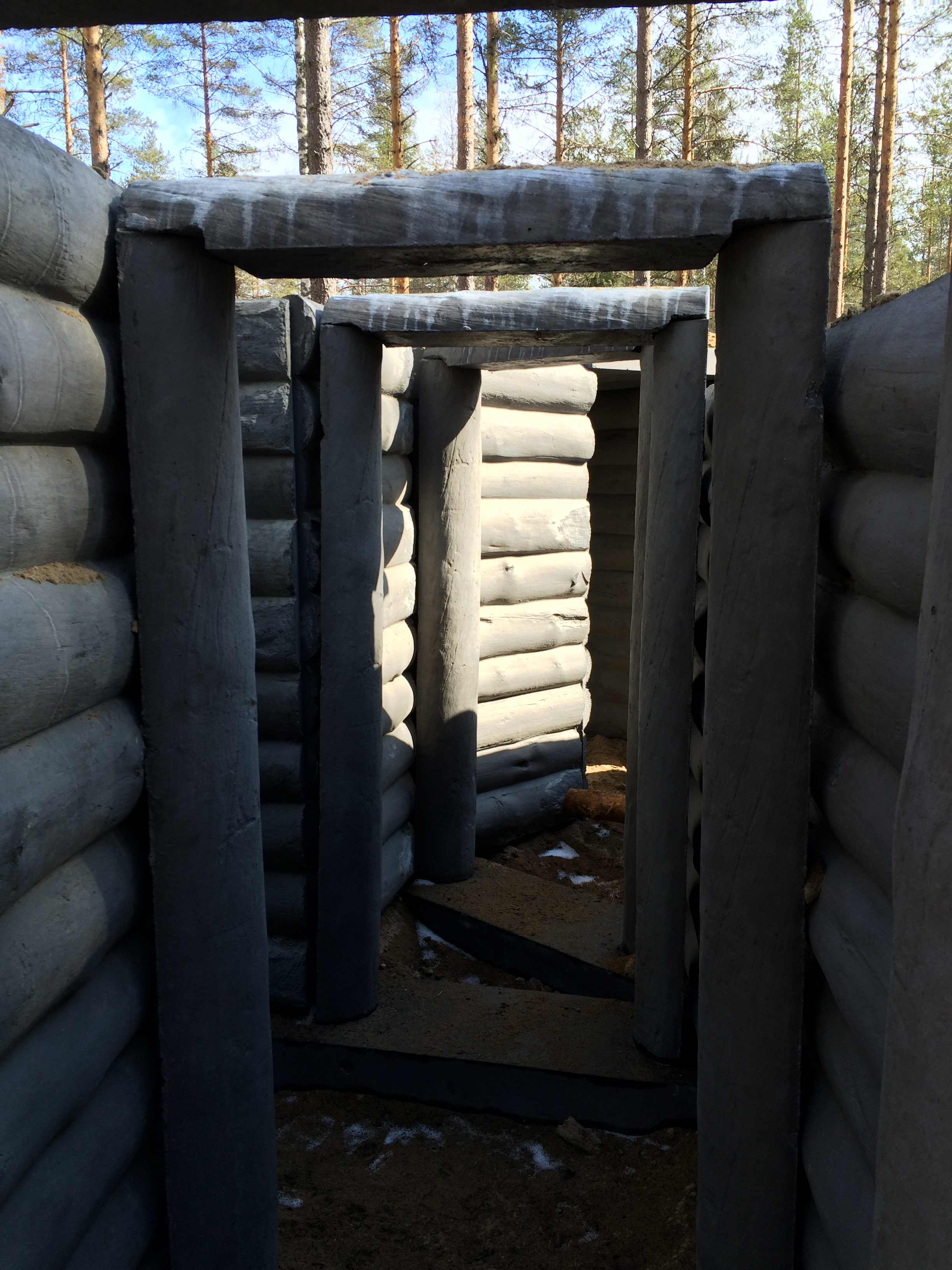
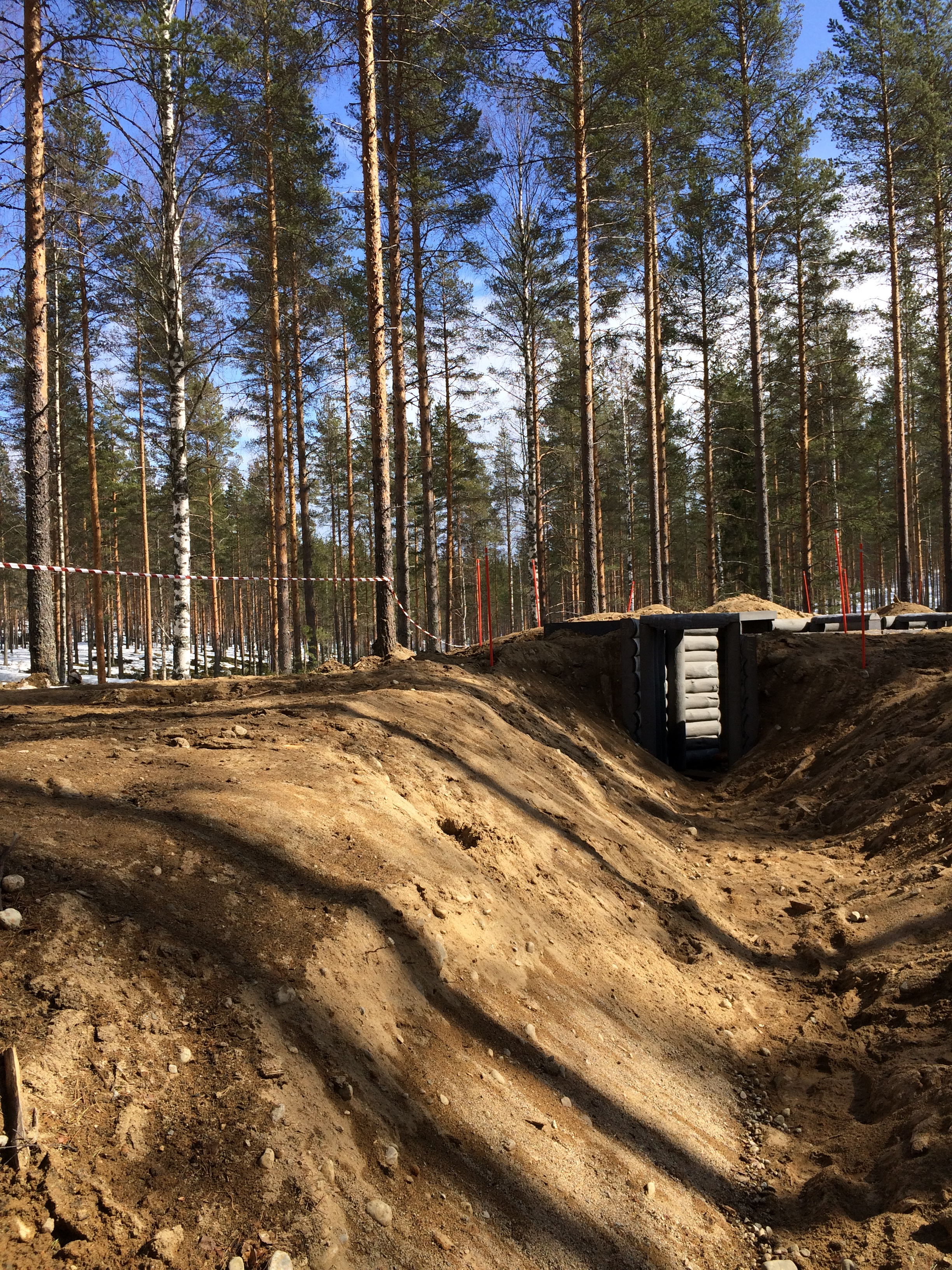

### Лютеранская церковь

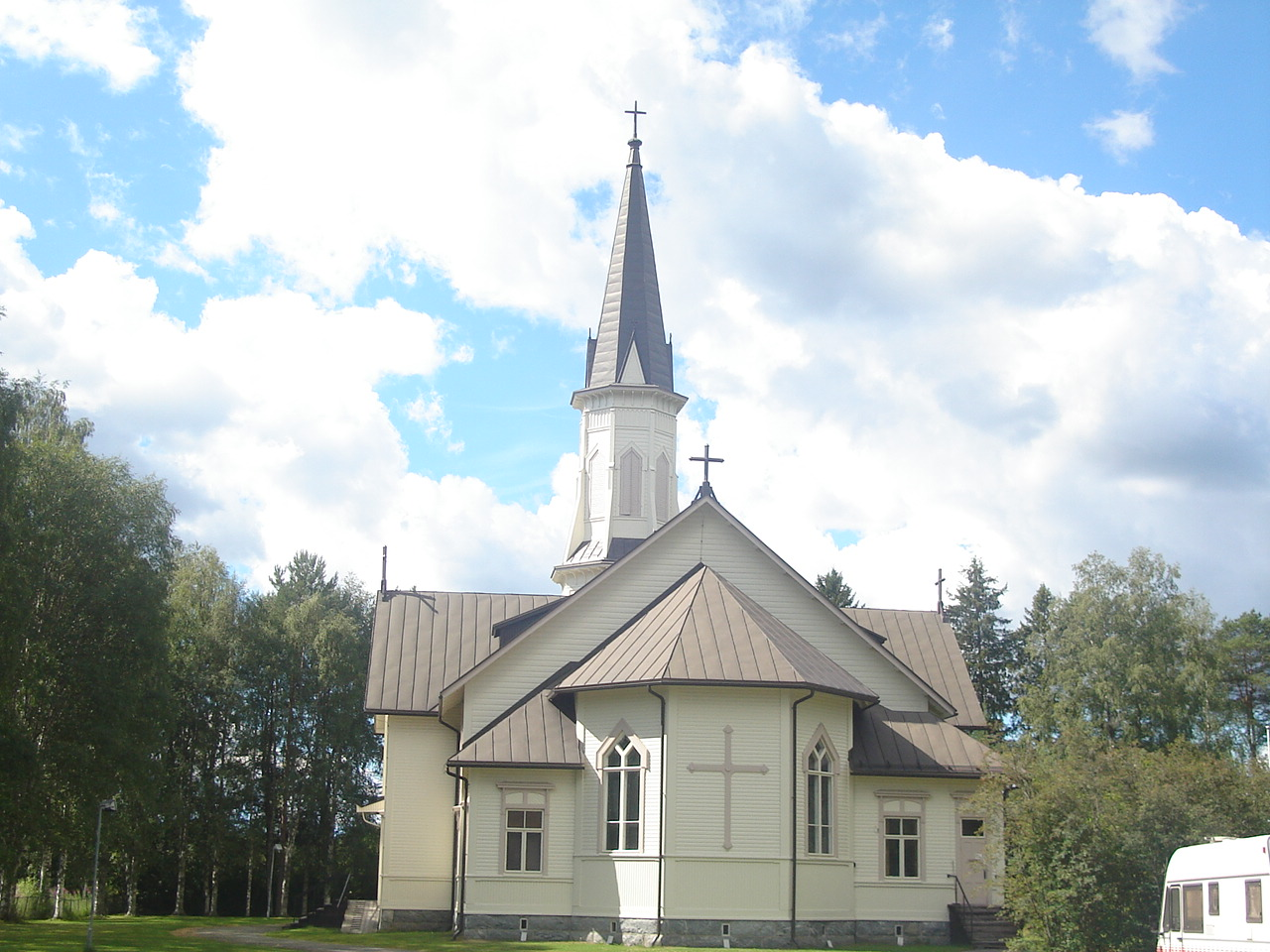
Лютеранская церковь в Лиексе